# Arctosa denticulata
Arctosa denticulata is een spinnensoort in de taxonomische indeling van de wolfspinnen (Lycosidae).
Het dier behoort tot het geslacht Arctosa. De wetenschappelijke naam van de soort werd voor het eerst geldig gepubliceerd in 1984 door Mauricio Jiménez & Charles Denton Dondale.